# Лебада-Захід
Лебада-Захід — офшорне нафтогазове родовище, розташоване у румунському секторі Чорного моря.

## Опис
Родовище відкрили у 1984 році внаслідок спорудження свердловини Lebada West 82, яка виявила два поклади нафти у відкладеннях альбу. В подальшому також знайшли нафту та газ у відкладеннях верхньої крейди та еоцену відповідно. Існує оцінка запасів родовища на рівні 50 млн барелів нафти та 5,7 млрд м3 газу.
Видобуток на Лебада-Захід почали у 1993-му з 7 видобувними та 2 водонагнітальними свердловинами. Їх фонд поповнювали і в подальшому, зокрема, в 2008—2013 роках спорудили 6 горизонтальних свердловин, а в 2015-му пробурили 3 нові свердловини з використанням стовбурів існуючих свердловин. В 2018-му почався видобуток зі свердловини LVO7, яка вперше у Румунії має розгалужений стовбур — на відмітці 2180 метрів він розділяється на два, довжина яких становить 1255 та 1407 метрів.
Облаштування родовища включає дві платформи для розміщення фонтанних арматур PFS6 та PFS7 (також може зустрічатись позначення PFSS — Platformei Fixed Sonde Support), встановлені в районах з глибиною моря 52 метра та 45 метрів відповідно. Кожна з них має асоційований житловий блок (PGSU6 та PGSU7) із майданчиком для гелікоптерів.
Видача продукції відбувається по нафто- та газопроводу до родовища Лебада-Схід. В свою чергу на Лебада-Захід надходять нафта і газ з родовища Сіноє. Крім того, через PFS7 організували видобуток з нафтового родовища Дельта.